# شیلدز (میشیگان)
شیلدز (به انگلیسی: Shields) یک منطقهٔ مسکونی در ایالات متحده آمریکا است که در شهرستان سگینا، میشیگان واقع شده‌است. شیلدز ۱۷٫۱ کیلومتر مربع مساحت و ۶٬۵۸۷ نفر جمعیت دارد و ۱۸۲ متر بالاتر از سطح دریا واقع شده‌است.